# Carretera Marginal de la Selva en Colombia

Disco identificación via selva Colombia

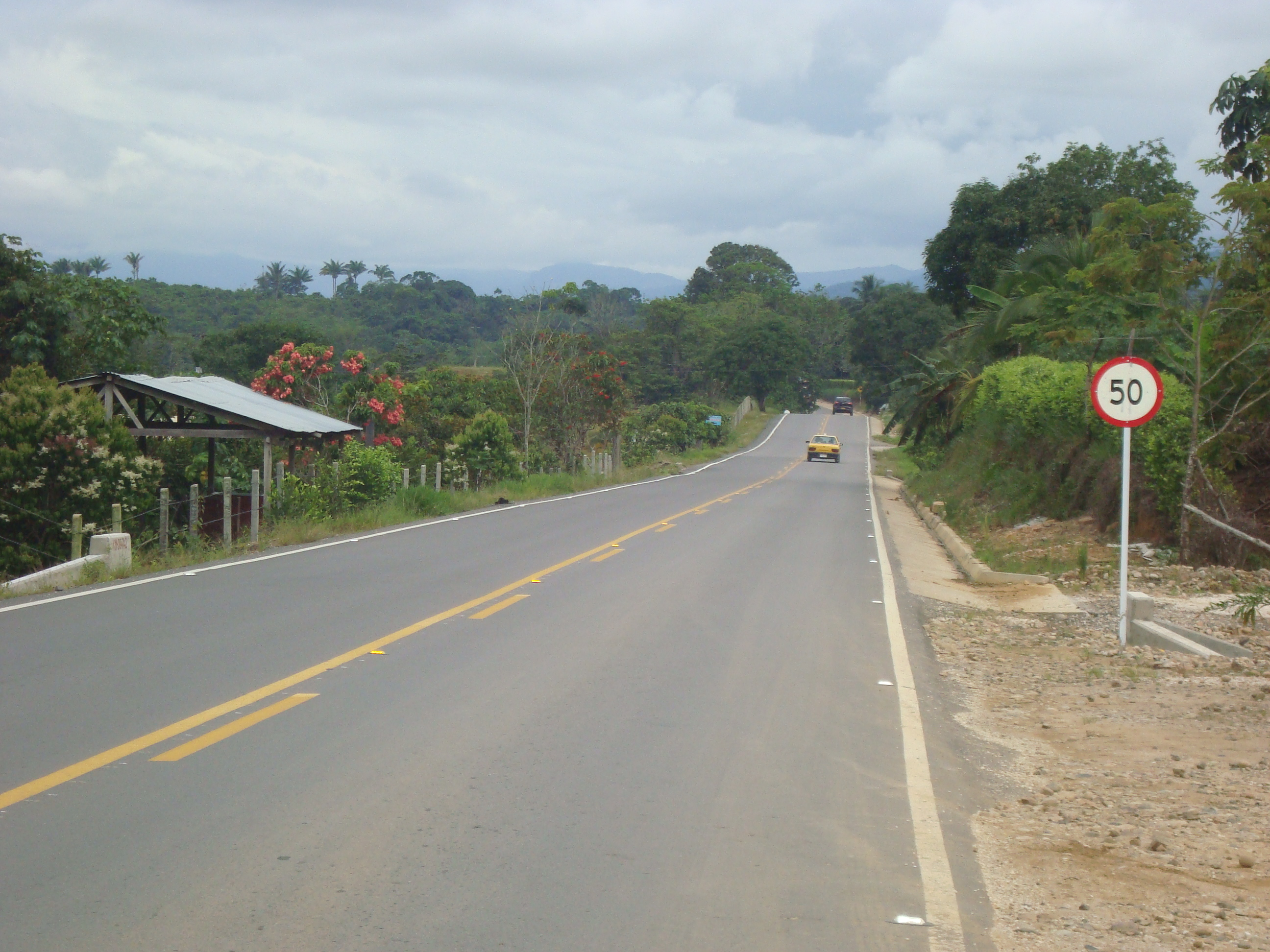
Marginal de la Selva Florencia

La Carretera Marginal de la Selva es una importante vía de Suramérica planeada en 1963 para unir las regiones amazónicas de Bolivia, Perú, Ecuador, Colombia y Venezuela. En Colombia, esta vía está constituida en su mayoría por los trayectos de la  Ruta Nacional 65, aunque incluye tramos de la  Ruta Nacional 45 para enlazar con la Troncal Amazónica ecuatoriana E45 y de la  Ruta Nacional 65A.